# Atriplex hollowayi
Atriplex hollowayi là loài thực vật có hoa thuộc họ Dền. Loài này được de Lange & D.A.Norton mô tả khoa học đầu tiên năm 2000.